# Ischnochiton yerburyi
Ischnochiton yerburyi är en blötdjursart som först beskrevs av E.A. Smith 1891.  Ischnochiton yerburyi ingår i släktet Ischnochiton och familjen Ischnochitonidae. Inga underarter finns listade i Catalogue of Life.